# J3 League
De J3 League (J3リーグ J3 Rīgu), kortweg J3, is het derde niveau van het professionele voetbal in Japan. De landelijke competitie werd in 2013 ingesteld en kwam tussen de J2 League en de Japan Football League (JFL) wat het vierde niveau werd. 
De competitie ging in 2014 van start. Ook enkele onder 23 teams van J1 League-clubs nemen deel. In 2014 begon de competitie met 11 clubs en één onder 23 team. In 2018 nemen 14 clubs en drie onder 23 teams deel. De kampioen, mits geen onder 23 team, promoveert naar de J2 League. De nummer twee soms ook direct of moet een play-off tegen een J2-team spelen. Er is geen degradatie naar de JFL. Teams uit de JFL die bij de eerste vier eindigen, kunnen een licentie voor de J3 aanvragen.

## Resultaten
| Seizoen | Winnaar             | Runner-up            | Nummer drie         |
| ------- | ------------------- | -------------------- | ------------------- |
| 2014    | Zweigen Kanazawa    | Nagano Parceiro†     | Machida Zelvia      |
| 2015    | Renofa Yamaguchi    | Machida Zelvia‡      | Nagano Parceiro     |
| 2016    | Oita Trinita        | Tochigi SC           | Nagano Parceiro     |
| 2017    | Blaublitz Akita     | Tochigi SC           | Azul Claro Numazu   |
| 2018    | FC Ryukyu           | Kagoshima United     | Gainare Tottori     |
| 2019    | Giravanz Kitakyushu | Thespakusatsu Gunma  | Fujieda MYFC        |
| 2020    | Blaublitz Akita     | SC Sagamihara        | AC Nagano Parceiro  |
| 2021    | Roasso Kumamoto     | Iwate Grulla Morioka | Tegevajaro Miyazaki |
| 2022    | Iwaki FC            | Fujieda MYFC         | Kagoshima United    |

* Vet promoveert;
† Verloor de J2–J3 play-offs;
‡ Won de J2–J3 play-offs en promoveerde;

J1 League · J2 League · J3 League · Japan Football League · Japanse Supercup · J-League Cup · Emperor's Cup · Suntory Championship